# Oullinská

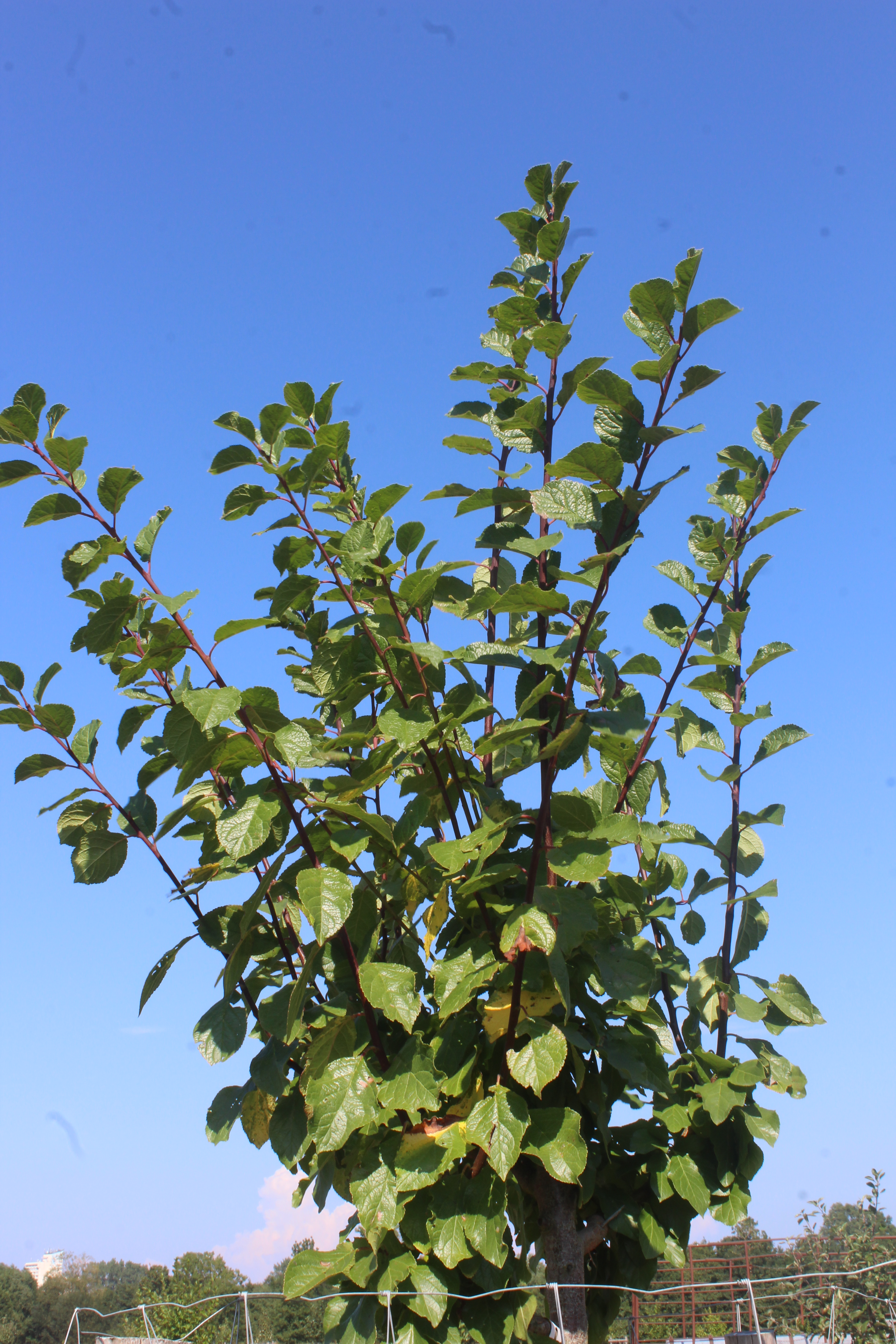
Oullinská slivoň

Oullinská (Prunus domestica 'Oullinská') je ovocný strom, kultivar druhu slivoň renklóda z čeledi růžovitých. Je dobrý opylovač, plodí záhy a hojně. Plody jsou aromatické, chutné, drobné, jsou určeny na zpracování a konzumaci. Odrůda vhodná pro malopěstitele, ceněna více než podobná odrůda Ontario.

## Další názvy
Je běžně používán název Oullinská renklóda.

## Původ
Pochází z Francie, kde byla nalezena Massotem v kraji Oullin u Lyonu. Do střední Evropy byla zavedena kolem roku 1860.

## Vlastnosti
Je poměrně odolná proti mrazu. Pro velkou pravidelnou úrodu chutných plodů vyžaduje živné propustné půdy, zásobené vodou a osluněnou polohu   avšak snáší i nevhodné půdy a polohy.

### Růst a habitus
Roste bujně, později slabě. Tvoří široce kulovitou korunu.

### Plodnost
Začíná plodit záhy po výsadbě, plodí hojně a pravidelně. Plody zrají od poloviny srpna do začátku září.

## Květy
V době květu se listy teprve začínají vyvíjet. Květ v době pozdních jarních mrazíků není příliš choulostivý. Odrůda je samosprašná. Je dobrý opylovač.

## Plod
Plod je větší, téměř kulovitý, zdánlivě prodloužený. Slupka žlutá na neosluněné straně až nazelenalá. Slupka je nakyslá, mírně voní, je slabě ojíněná. Dužnina je nažloutlá sladká šťavnatá, aromatická. Plod je velmi chutný, pouze v případě nadměrné úrody nebo v nevhodných podmínkách horší. 

## Choroby a škůdci
Odrůda je tolerantní vůči šarce.